# Методий Врачански
Методий (на гръцки: Μεθόδιος, Методиос) е гръцки духовник, врачански епископ на Вселенската патриаршия. Конфликтът между Методий и врачанската българска община традиционно се смята за начало на борбата за българска църковна независимост.

## Биография
Методий по произход е грък, роден в източнотракийското градче Хошкьой (Гана). От архимандрит заема катедрата на врачански епископ през юли 1813 година след уволнението на Антим Ладопулос. Ръкополагането му е извършено през юли в търновската катедрала „Свети Апостоли“ митрополит Макарий Търновски в съслужение с епископите Яков Червенски и Антим Ловчански. С писмо до епархията си Методий оповестява, че пристигането му ще се забави и назначава за епитрот Димитраки Хаджитошев. Методий моли Димитраки да осигури по-голяма сграда за епископията и да събере патриаршеския данък. Димитраки Хаджитошев принципно представлява владиката Методий, тъй като той доста пътува и често отсъства от Враца. В първите години от управлението му отношенията им са добри.
Отношенията на владиката с врачани се влошават след избирането на Иларион за глава на Търновската митрополия, на която е подчинена Врачанската епископия. Митрополит Иларион Търновски нарежда християните от диоцеза му да платят по 7 гроша извънредна помощ и епископ Методий Врачански плаща на Иларион предварително 3500 гроша, които после трябва да събере от Врачанската епархия. Врачанската община обаче отказва да ги плати. Хаджитошев, който е епитроп и каза векил, настоява пред Иларион да намали данъка. Митрополитът отговаря в 1823 година, че не може, тъй като има големи дългове към Цариградската патриаршия. Методий пък, след като установява, че не може да събере парите, иска от Иларион да му върне вноската, като изцяло обвинява Хаджитошев и така отношенията им се влошават.
Хаджитошев започва да работи за отстраняването на Методий, който от Враца се установява в Плевен. В 1824 година прави изложение срещу владиката, но плевенските първенци отказват да го подпишат. Митрополит Иларион прави опити да помири врачанската община с Методий, като ги съветва да го почитат и да му плащат дължимото, като ги заплашва, че в противен случай ще се оплаче на Високата порта. Хаджитошев се обръща към видинския паша и видинските български първенци и получава подкрепата Емануил Шишманоглу, който му пише „Я ще сам благодарен да се избавите от таков един вълк що расипва овците“ и препоръчва за врачански епископ брата на видинския митрополит Паисий, който макар и грък говорел български и, бидейки смирен, щял да пази врачанския интерес.
Епископ Методий представя Хаджитошев пред Патриаршията като бунтовник и настоява да бъде извикан в столицата. Патриаршията се оплаква на Портата и на 21 ноември 1824 година е издаден ферман за арестуването и откарването на Хаджитошев в Цариград. Конвоят с арестувания български първенец обаче е пресрещнат в Ески Заара от митрополит Иларион, който обещава да издейства отмяна на заповедта срещу 5000 гроша и Димитраки Хаджитошев подписва записна заповед за тая сума. Междувременно врачанската община моли и митрополита и Патриаршията да бъде освободен Хаджитошев. Патриарх Хрисант I Константинополски пише на Иларион, че по молба на врачани се е застъпил за него пред Портата. Едно от писмата му е на български, за да може да стане известно на врачани и гласи: „Защо сега пострада един зарад сичка епархия и тегли изиет зарад общое прегрешение, и помилува го Великая церков. Ала от сега ако прегреши некой кой да е, свекий ще по башка да тегли и да страда и восприемне жестокий суд по делом.“
След освобождението си Хаджитошев продължава борбата с Методий и Иларион, като отказва да плати парите на митрополита, въпреки заплахите. Пише махзар до Портата срещу Иларион и успява да издейства от властите да арестуват Методий и да го откарат във Видин. От своя страна Иларион издейства втори ферман за арест и откарване на Хаджитошев в Цариград, но и този път влиятелни съмишленици на Хаджитошев се застъпват пред митрополита за освобождението му. Така Иларион защитава Методий и клевети врачани пред Патриаршията, а пред врачани се представя като покровител на Хаджитошев.
В 1826 година Патрирашията въвежда извънреден данък, заради бедственото си финансово състояни, и това още повече задълбочава конфликта между Методий и врачанската община, която настоява да се намали размера му. Хаджитошев, макар и привидно примирен с Методий, продължава да работи срещу него. От писмо от архимандрит Гаврил Бистричанин от Букурещ до Хаджитошев се разбира, че Бистричанин е бил уговарян да стане владика във Враца. През юни 1827 година обаче Хаджитошев е откаран с измама във Видин и, обвинен във връзки с Русия и подстрекателство към бунт, екзекутиран по нареждане от столицата.
След Руско-турската война от 1828 - 1829 година, той бяга в Крайова във Влашко, откъдето управлява своята епархия. През март 1833 година подава оставка. Смята се, че той умира в Крайова около 1835 година.